# Spoorlijn Kemi - Kolari

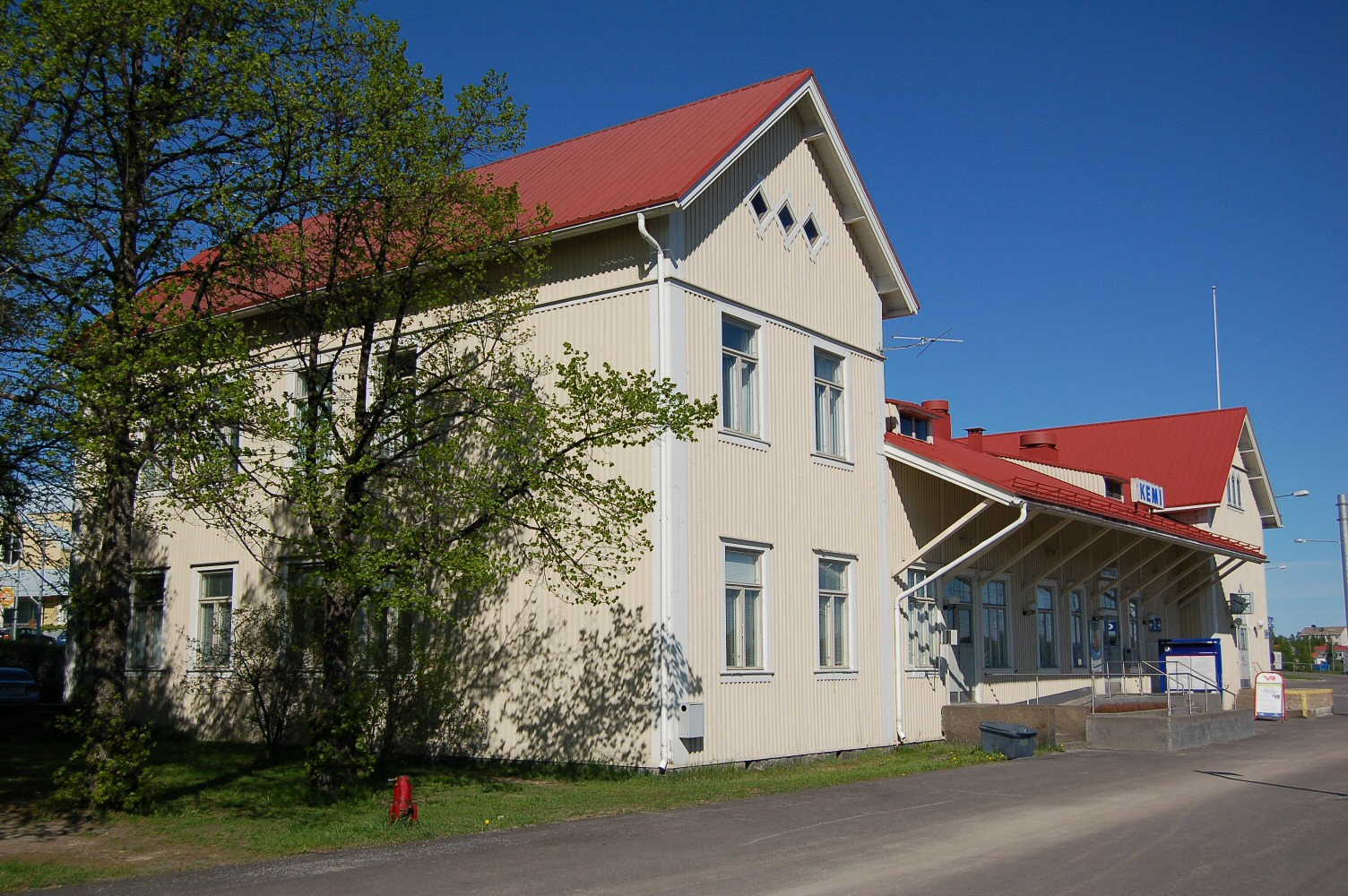
Station Kemi

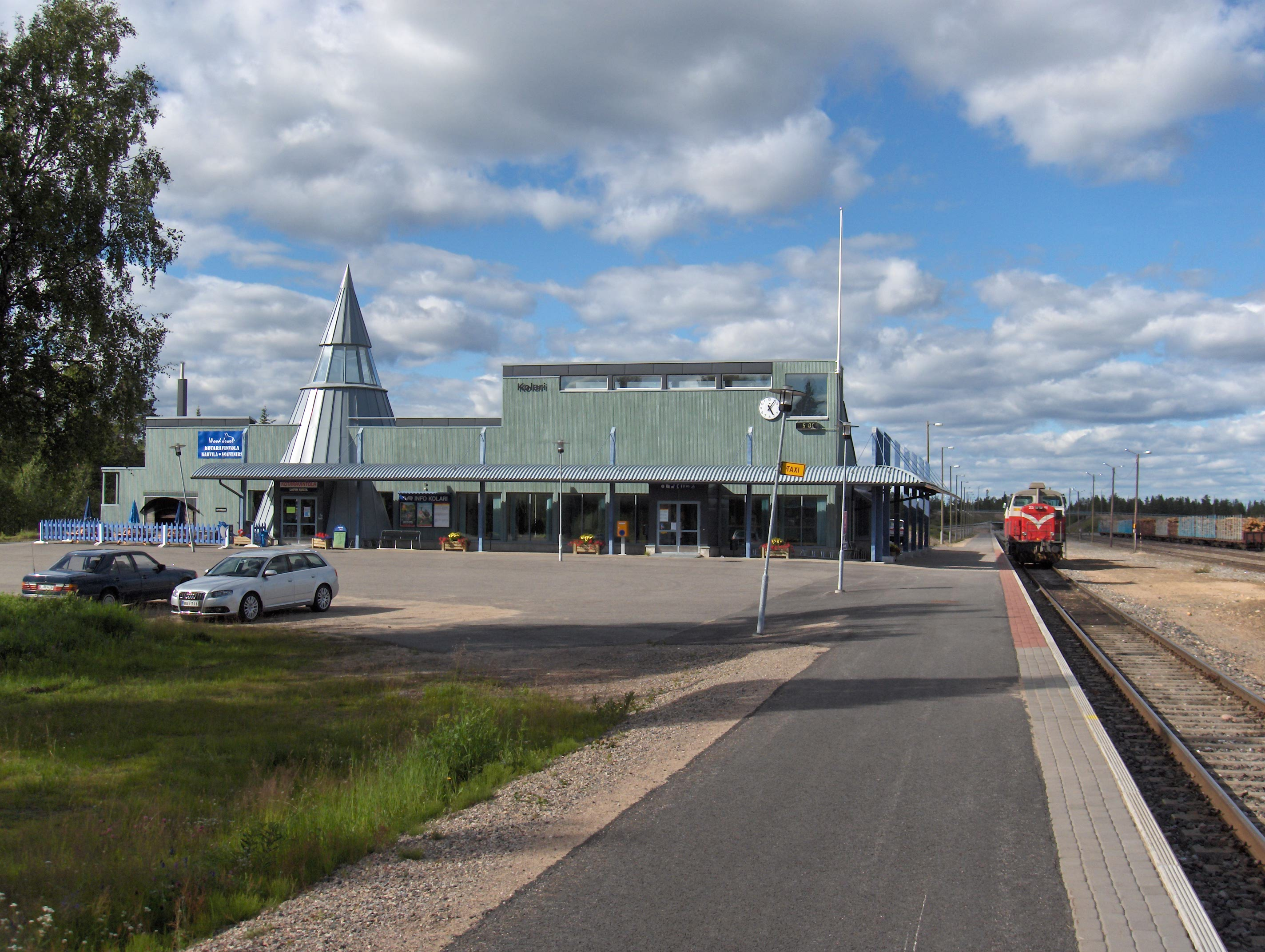
Station Kolari

De spoorlijn Kemi - Kolari (Kolarispoorlijn) is een van de drie spoorwegtrajecten in de Finse regio Lapland. Het is geen zelfstandige spoorlijn, doch een deeltraject van de spoorlijnen Helsinki ↔ Kolari en Tampere ↔ Kolari. De meeste treinen worden aangestuurd door VR Klasse Dr16-locomotieven.
Het spoortraject sluit aan op de oude spoorlijn tussen Kemi en het Zweedse Haparanda via Spoorwegstation Tornio, vandaar dat het traject ook weleens Tornio – Kolari wordt genoemd. Het gehele traject wordt aangestuurd vanuit Oulu.

## Geschiedenis
Lapland komt als natuurgebied steeds meer in trek bij toeristen en Finland moet ook zorgen dat de gebieden aldaar bevolkt blijven. Lapland heeft al een bevolkingsdichtheid lager dan 1 per km² en een hoge urbanisatiegraad. De spoorlijn is er dan ook deels voor om personen te transporteren, maar goederentransport vindt eveneens plaats. Het spoortraject loopt parallel aan de E8, Finse weg 21 en Torne. Aan de overzijde van de rivier loopt het oude traject van de Zweedse Haparandalijn, die al deels is afgebroken.
Het traject is in delen aangelegd:
- 1922: Tornio–Kukkola
- 1923: Kukkola–Karunki
- 1926: Karunki–Korpikylä
- 1927: Korpikylä–Aavasaksa met Spoorwegstation Ylitornio
- 1928: Aavasaksa–Kaulinranta
- 1964: Kaulinranta–Spoorwegstation Pello
- 1965: Pello–Sieppijärvi
- 1966: Sieppijärvi–Kolari
- 1967: Kolari–Niesa–Äkäsjoki
- 1973: Niesa–Rautuvaara

Het traject is vanaf Tornio niet geëlektrificeerd en enkelspoors. Alleen bij Pello is het tweesporig. De trajecten Kolari-Äkäsjoki en Kolari-Rautuvaara zijn alleen voor goederen.
Er zijn plannen tot uitbreiding van de spoorlijn naar Pajala in Zweden waar rond 2011 een nieuwe ijzermijn wordt geopend. Een besluit hierover wordt voor 2020 verwacht.
Tijdtabel februari 2009 als voorbeeld:
| station                     | Helsinki-Kolari |  | Kolari Helsinki |
| --------------------------- | --------------- |  | --------------- |
| Helsinki                    | 21:30           |  | 6:06            |
| Zuid Finland                |                 |  |                 |
| Spoorwegstation Kemi        | 7:40            |  | 19:14           |
| Spoorwegstation Tornio Oost | 8:05            |  | 18:45           |
| Spoorwegstation Ylitornio   | 9:03            |  | 17:51           |
| Spoorwegstation Pello       | 9:55            |  | 17:01           |
| Spoorwegstation Kolari      | 10:47           |  | 16:13           |